# Rio Crasna (Buzău)
O Rio Crasna (Buzău) é um rio da Romênia, afluente do Buzău, localizado no distrito de Covasna.